# Hôtel de Ville (Gagny)

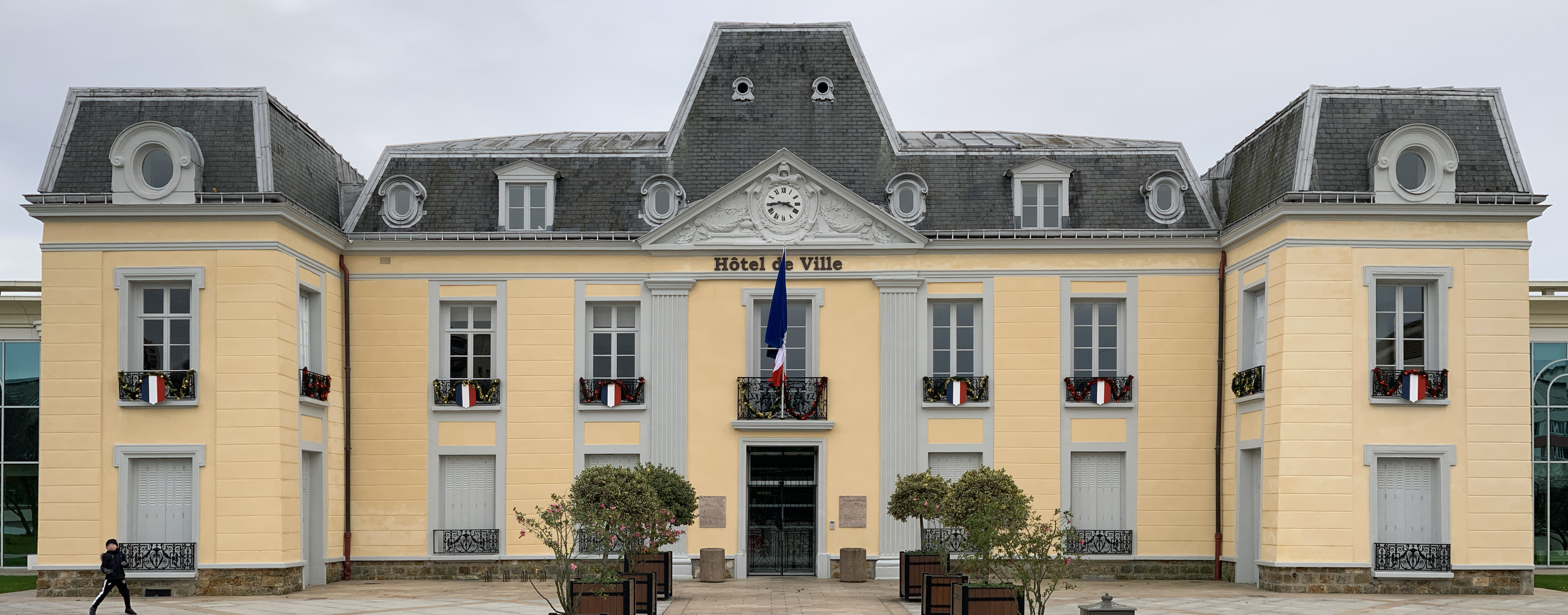
Hôtel de Ville in Gagny

Das Hôtel de Ville (deutsch Rathaus) in Gagny, einer französischen Stadt im Département Seine-Saint-Denis in der Region Île-de-France, wurde in den 1750er Jahren errichtet. Das Hôtel de Ville steht an der Place Foch.
Das zweigeschossige Gebäude wurde als Wohnhaus für François Normand, Advokat am Parlement de Paris, errichtet. Von 1803 bis 1880 war die Familie Laugier-Villars Besitzer des Hauses. Ende der 1880er Jahre kaufte die Gemeinde das Gebäude und richtete darin die Verwaltung ein. 
Ein Dreiecksgiebel über der Mittelachse und Fensterrahmungen schmücken die Fassade.